# فریتز زینتالر
فریتز زینتالر (انگلیسی: Fritz Siegenthaler؛ زادهٔ ۱۸ مارس ۱۹۲۹) دوچرخه‌سوار اهل سوئیس است.